# Chris Pavone
Kris Pavone (Youngstown, 29 de abril de 1980) é um ex-lutador de wrestling profissional estadunidense. Ele é mais conhecido por atuar pela WWE, no seu território de desenvolvimento Ohio Valley Wrestling como  Caylen Croft.
Pavone estreou em 2001 usando o nome Chris Cage. Após dois anos no circuito independente, ele asinou contrato com a World Wrestling Entertainment (WWE), começando a trabalhar no território de desenvolvimento Ohio Valley Wrestling (OVW). Ali, ele ganhou o Southern Tag Team Championship quatro vezes (três com Tank Toland e uma com Mike Mizanin) e o Heavyweight Championship uma vez. Ele saiu da WWE em 2006 antes de voltar para a mesma em 2008. Em sua segunda passagem na empresa, ele competiu na Florida Championship Wrestling onde venceu o FCW Florida Tag Team Championship em duas ocasiões. Na WWE Pavone ainda chegou a competir no programa ECW  em dezembro de 2009 antes de se aposentar em 2010.

## Carreira

### World Wrestling Entertainment

#### Ohio Valley Wrestling
Após formar um breve tag team com Nova, Pavone fez dupla com Tank Toland, conhecida como Adrenaline, onde eles conquistaram o OVW Southern Tag Team Championship durante 3 vezes durante 2003 e 2004. Pavone também conquistou o OVW Heavyweight Championship de Matt Morgan antes de perdê-lo meses depois para Chad Toland.
Cage conquistou o seu quarto e último OVW Tag Team title, com seu novo parceiro, Mike Mizanin. Perderam o título para Deuce e Domino. Tempo depois, rescindiu seu contrato após uma série de problemas.

#### Circuitos Independentes e Aparições na OVW
Após sair da OVW, Pavone lutou por vários circuitos independentes dos EUA. Sua principal passagem após a saída da OVW foi na Ring of Honor, onde era conhecido pelo seu ring name Chris Banks.
Pavone atua pela Cleveland All-Pro Wrestling, além de fazer algumas aparições ainda na Ohio Valley Wrestling e também em alguns house shows da RAW e Smackdown.

## No wrestling
- Ataques
  - Corkscrew elbow drop
  - Fireman's carry double knee gutbuster
  - Diving knee drop
  - Frankensteiner
  - Lifting DDT
  - Running neckbreaker
  - Spinebuster
  - Spinning powerbomb
  - Superbomb
  - Swinging cradle suplex

## Títulos e prêmios
- Florida Championship Wrestling
  - FCW Florida Tag Team Championship (2 vezes) – com Trent Barreta (2) e Curt Hawkins (1)

- Ohio Valley Wrestling
  - OVW Heavyweight Championship (1 vez)
  - OVW Southern Tag Team Championship (4 vezes) - com Tank Toland (3) e Mike Mizanin (1)

- Pro Wrestling Illustrated
  - PWI o colocou como #133 dos 500 melhores wrestlers durante a PWI 500 de 2004.

## Ligações Externas
- Perfil no OWoW